# Törökudvar
Törökuvar (az egykori Turcsiscse és Dvoriscse falvak egyesülése, horvátul:  Turčišče) falu Horvátországban, Muraköz megyében. Közigazgatásilag Damásához tartozik.

## Fekvése
Csákornyától 15 km-re északkeletre a Mura jobb partján fekszik.

## Története
A régészeti leletek tanúsága szerint területén már jóval az időszámítás előtt is éltek emberek. Dvoriscsénél egy az i. e. 700 körüli időből származó ősi temető maradványai kerültek elő. Nem messze ettől a helytől egy az i. e. 11. és 13. század közötti erődítmény nyomaira is bukkantak.
Rudolf Horvatnak a Muraköz történetéről szóló munkája szerint mai Törökudvart alkotó két település először a Zágrábi egyházmegye 1334-ben kelt egyházi vizitációjában szerepel a muraközi egyházközség egyik településeként. Ezután 1501-ben tűnnek fel, majd az 1688-as, 1693-as, 1698-as, 1716-os, 1720-as, 1747-es, 1779-es és 1793-as éveknél újra megemlítik őket.
Csánky Dezső szerint Turcsiscsét 1366-ban "Poss. Torsycha" alakban említik. 1478-ban a két települést "Thorchicz", illetve "Dwrischa" néven említik, a csáktornyai uradalomhoz tartoztak.
A csáktornyai uradalommal együtt 1477-ben Hunyadi Mátyás Ernuszt János budai nagykereskedőnek és bankárnak adományozta, aki megkapta a horvát báni címet is. 1540-ben a csáktornyai Ernusztok kihalása után az uradalom rövid ideig a Keglevich családé, majd 1546-ban I. Ferdinánd király adományából a Zrínyieké lett. A 17. században a muraközi nemesség gyakran vett részt a török elleni harcokban. 1672-ben Vrasich György turcsiscsei nemesnek két lovast kellett kiállítania erre a célra. A településen más nemeseknek is voltak birtokaik. Így 1716-ból ismert egy Balog nevezetű nemes Katalin nevű özvegye. Bedekovics Boldizsárnak kúriája és gazdasága volt itt. Megemlítik még például 1623-ban Berke Jánost és Pétert, valamint Horvát Györgyöt és Jánost, 1711-ben Puljaj Jánost és 1718-ban egy idősebb Korber nevű nemest. Az 1698-as összeírás szerint a két település lakói horvátok és magyarok voltak.
Miután Zrínyi Pétert 1671-ben felségárulás vádjával halálra ítélték és kivégezték minden birtokát elkobozták, így a birtok a kincstáré lett. 1715-ben III. Károly a Muraközzel együtt gróf Csikulin Jánosnak adta zálogba, de a király 1719-ben szolgálatai jutalmául elajándékozta Althan Mihály János cseh nemesnek. 1791-ben az uradalmat gróf Festetics György vásárolta meg és ezután 132 évig a tolnai Festeticsek birtoka volt. Itt volt tíz környező település gazdasági központja. 1887-ben Turcsiscsén katolikus iskola épült.
Vályi András szerint "DVORISICHE. Elegyes horvát, és tót falu Szala Vármegyében, birtokosai Oszterhuber Urak, lakosai katolikusok, fekszik Szent Györgyhoz nem meszsze, mellynek filiája, határja közép termékenységű, ’s vagyonnyai is illyenek lévén, második Osztálybéli. TURCSICSE. Horvát falu Szala Várm. földes Ura Oszterhuber Uraság, lakosai katolikusok, fekszik Szent-Györgyhöz közel, és annak filiája; határja középszerű, vagyonnyai is ollyanok."
Boldogfai Farkas Sándor szobrászművész 1907-ben született Törökudvaron (édesapja boldogfai Farkas Lajos dolgozott mint gazdatiszt gróf Festetics Jenő csáktornyai uradalmában).
A település egykor Hodosány községhez és a tüskeszentgyörgyi plébániához tartozott. 1910-től 1919-ig Damásához csatolták, majd önálló település lett. 1993-óta újra Damásához tartozik. 1920 előtt Zala vármegye Perlaki járásának része volt. 1941 és 1945 között ismét Magyarországhoz tartozott.

## Lakossága
1802-ben Turcsiscsén 368 lakost számláltak. 1857-ben Turcsiscse 52 házában 463 lakos élt, közülük mindössze nyolc volt magyar. Ekkok Dvoriscsén 6 ház állt 80 lakossal. 1900-ban 743 lakosából 703 horvát, 40 magyar nemzetiségű volt. 1910-ben 967, zömében horvát lakosa volt. 1941-ben 1250 lakosából 8 ember kivételével mindenki magyar nemzetiségűnek vallotta magát. 1991-ben 622 lakosából 594 volt a horvát nemzetiségű. A 2001-es népszámlálás adatai szerint Törökudvaron 588-an éltek.

## Külső hivatkozások
- Damása község hivatalos oldala Archiválva 2011. március 25-i dátummal a Wayback Machine-ben